# Виннипег (водохранилище)
Ви́ннипег (англ. Winnipeg) — водохранилище в провинции Манитоба, Канада. Площадь — 24500 км² (из них бывшие озёра — 24300 км²). Общий и полезный объём — 29,8 км³. Образовано построенной в 1990-х годах плотиной Дженпег в одноимённом населённом пункте на реке Нельсон. Относится к бассейну Гудзонова залива. Наибольшая глубина — 14÷28 м (14, ≈18, 28). Урез воды — ≈217 м НУМ.
Образовано в целях повышения уровня воды (улучшения условий для судоходства), ирригации, борьбы с наводнениями в северных районах провинции, а также для получения электроэнергии.

## Бассейн и состав водохранилища
В состав водохранилища входят многие озёра, крупнейшее из которых — Виннипег. Более малые: Нетли, Плейгрин, Литл-Плейгрин, Кискиттогже, Кискитто.
Непосредственно в Виннипег впадают следующие реки (некоторые): Пиджен, Брадбери, Лангбодис, Бладвейн, Райс, Уонипигоу, Дункан, Санди-Ривер, Блэк-Ривер, О’Ханли, Виннипег, Брокенхед, Ред-Ривер, Ожер, Айслендик-Ривер, Фишер, Джэкхед, Мантагао, Дофин, Саскачеван, Гунисао, Поплар, Беренс.
Крупнейшие из входящих в бассейн водохранилища озёра это Манитоба, Виннипегосис, Сидар и Мус.